# Bradypodion taeniabronchum
Bradypodion taeniabronchum là một loài thằn lằn trong họ Chamaeleonidae. Loài này được Smith mô tả khoa học đầu tiên năm 1831.

## Hình ảnh

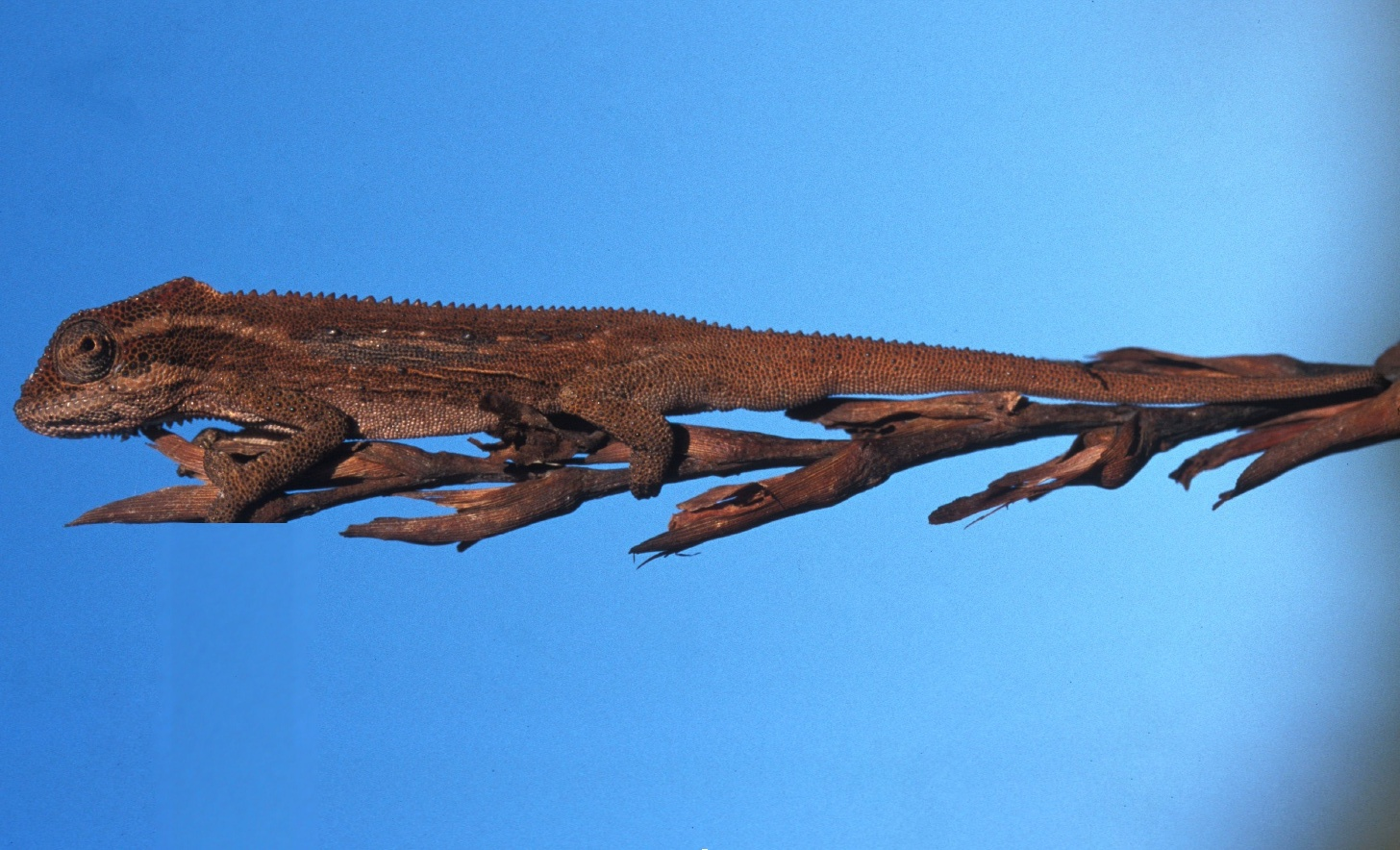